# 恐怖のまわり道
『恐怖のまわり道』（きょうふのまわりみち、原題: Detour）は、エドガー・G・ウルマー監督による1945年のアメリカ合衆国のフィルム・ノワール。

## あらすじ
ニューヨークのナイトクラブでピアニストを務めるアル（トム・ニール）は、歌手のスー（クローディア・ドレイク）と交際している。しかし、さらなる成功を目指すスーは彼のもとを去り、ロサンゼルスへ渡る。彼女のことを諦めきれないアルは、ヒッチハイクをして西へ向かう。
アルは、アリゾナ州でハスケル（エドマンド・マクドナルド）のオープンカーに同乗する。ハスケルの腕には引っ掻き傷があり、それは女につけられたものなのだという。夜、眠りにつくハスケルに代わってアルが車を走らせていると、大雨が降り出す。アルは、車の屋根を閉じるためにハスケルを起こそうとして助手席のドアを開けるが、ハスケルは地面に倒れ落ちる。心臓発作により息絶えたハスケルを草陰に隠したアルは、ハスケルになりすまして旅を続ける。
アルは、ガス・ステーションに立っていたヴェラ（アン・サヴェージ）を車に乗せる。しばらく助手席で眠っていたヴェラは、目を覚ますなり、ハスケルはどこにいるのかとアルに問う。ハスケルを引っ掻いた女とはヴェラのことだったのである。アルは、これまでの経緯をヴェラに話す羽目となる。ヴェラは、アルが自分の言いなりにならなければ警察に全てを話す、と彼を脅迫する。2人はハスケル夫妻を名乗り、ロサンゼルスにアパートメントを借りて共同生活を始める。
ハスケルの車を売るために、アルとヴェラは中古車店へ行く。アルが店員に自動車保険のことを聞かれて口ごもっていると、ヴェラが事務所へ入ってきて、車を売るのは止めたと告げる。ヴェラは、車の小物入れを開けて、ハスケルの父親が危篤であると報じる新聞記事を見つけていたのである。
2人はアパートメントへ戻り、口論を始める。ヴェラは、アルがハスケルになりすましてハスケルの父親の遺産を手に入れるべきだ、と主張する。ハスケルのことを十分に知らないアルは、ヴェラの提案に反対する。ヴェラは、アルが窓を開けに行った隙に、電話を抱えて寝室へ閉じこもる。アルは、ドアの下から伸びている電話線を全力で引っ張り、ヴェラが警察へ電話するのを止めようとする。彼は体当たりでドアを開けて寝室へ入るが、電話線で首を締めつけられたヴェラは窒息死していた。アルはヴェラの死体をその場に残し、アパートメントを立ち去る。
アルが再びヒッチハイクを続けていると、パトカーが彼の前で停まる。警察官の言われるがまま、アルはパトカーに乗り込む。アルを乗せたパトカーは夜道を走り去って行く。

## キャスト

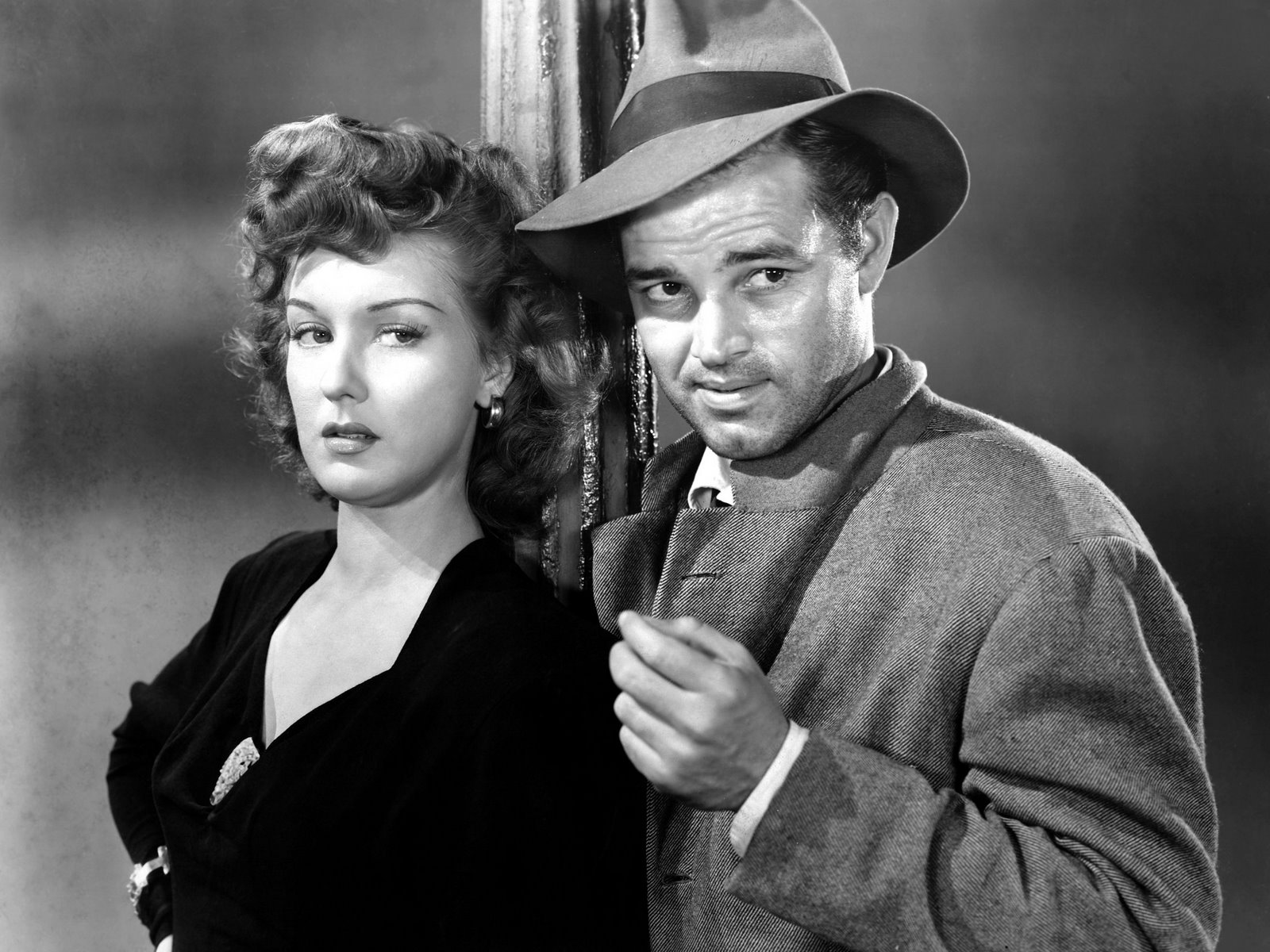
アン・サヴェージ(左)とトム・ニール

- アル - トム・ニール
- ヴェラ - アン・サヴェージ
- スー - クラウディア・ドレイク
- ハスケル - エドマンド・マクドナルド
- ティム・ライアン
- エスター・ハワード
- パット・グリーソン

## 製作
本作の撮影は6日間で行われた。予算は、『Los Angeles Times』によれば23,000ドルであり、『The New York Times』によれば30,000ドルであった。

## 評価
Rotten Tomatoesでは、19件のレヴューで平均値は8.2点、支持率は100%だった。
『Chicago Tribune』のマイケル・ウィルミントンは「これまでで最も容赦なく強烈な心理スリラーの1本」と本作を評している。